# Mannaseh Mwanza
Mannaseh Mwanza (ur. 12 grudnia 1978) – piłkarz zambijski grający na pozycji obrońcy.

## Kariera klubowa
Karierę piłkarską Mwanza rozpoczął w klubie Nkana FC z miasta Kitwe. W 1998 roku zadebiutował w jego barwach w zambijskiej Premier League. W 1998 roku zdobył z nim Zambian Challenge Cup. W 1999 roku odszedł do Power Dynamos, w którym grał do końca 2003 roku. W 2000 roku wywalczył z Power Dynamos mistrzostwo Zambii. W 2001 i 2003 roku zdobył Puchar Zambii. W 2001 roku sięgnął też po Challenge Cup.
W latach 2004–2005 Mwanza grał w zimbabwejskim Highlanders FC. W 2005 roku zdobył z nim Tarczę Dobroczynności. W 2006 roku wrócił do Power Dynamos, gdzie grał do 2007 roku.

## Kariera reprezentacyjna
W reprezentacji Zambii Mwanza zadebiutował 5 czerwca 1999 roku w wygranym 3:0 meczu kwalifikacji do Pucharu Narodów Afryki 2000 z Madagaskarem. W 2000 roku został powołany do kadry na Puchar Narodów Afryki 2000. Na nim rozegrał trzy spotkania: z Egiptem (0:2), z Burkina Faso (1:1) i z Senegalem (2:2). Od 1999 do 2001 wystąpił w kadrze narodowej 15 razy